# 比尔-库尔塞勒
比尔-库尔塞勒（法語：Buire-Courcelles，法語發音：[bɥiʁ kuʁsɛl]）是法国上法兰西大区索姆省的一个市镇，属于佩罗讷区。该市镇于1790-1794年间由比尔（Buire）和库尔塞勒（Courcelles）合并而成。

## 地理
比尔-库尔塞勒（49°55'37"N, 3°0'52"E）面积7.76 平方千米，位于法国上法蘭西大區索姆省，该省份为法国北部沿海省份，北起加来海峡省和北部省，西接滨海塞纳省和大西洋英吉利海峡，南至瓦兹省，东临埃纳省。
与比尔-库尔塞勒接壤的市镇（或旧市镇、城区）包括：比叙、卡尔蒂尼、杜万、德里安库尔、唐普勒拉福斯、坦库尔-布克利。
比尔-库尔塞勒的时区为UTC+01:00、UTC+02:00（夏令时）。

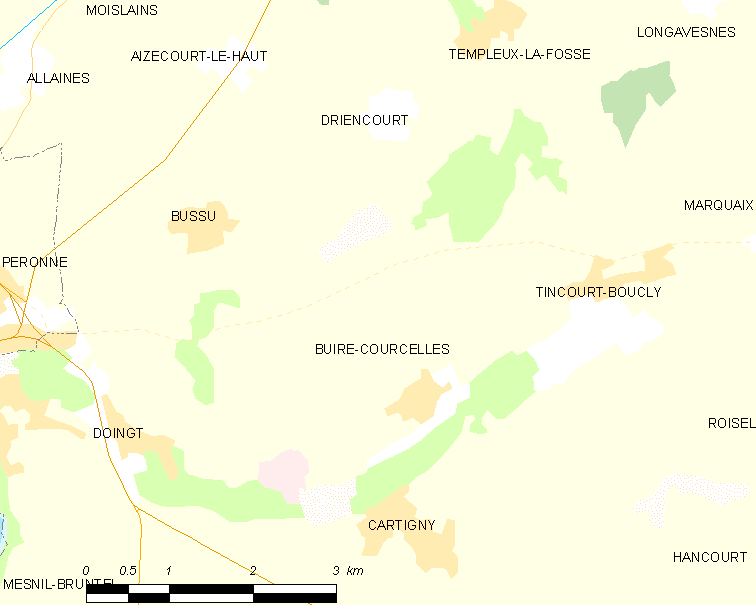
比尔-库尔塞勒的OSM定位图

## 行政
比尔-库尔塞勒的邮政编码为80200，INSEE市镇编码为80150。

## 政治
比尔-库尔塞勒所属的省级选区为佩罗讷县。

## 人口

1962-2008年间比尔-库尔塞勒人口变化图示

比尔-库尔塞勒于2022年1月1日时的人口数量为219人。